# معاون سیاسی وزیر کشور
معاون سیاسی وزیر کشور  مهم‌ترین معاون وزارت کشور در ایران است که دفترهای امور سیاسی، انتخابات و تقسیمات کشوری زیر نظر او اداره می‌شود. این معاونت در نتیجهٔ تفکیک «معاونت سیاسی و اجتماعی» پیش از انتخابات مجلس ششم تأسیس شد.
پیشنهاد برای انتخاب استانداران و فرمانداران به وزیر کشور و هیئت دولت از جمله وظایف معاون سیاسی است. علاوه بر این، معاون سیاسی مسئول ستاد انتخابات کشور و مسئول برگزاری انتخابات است. معاون سیاسی وزیر کشور همچنین مسئول چینش هیئت‌های اجرایی هم هست که عملاً صلاحیت داوطلبان نامزدی را پیش از شورای نگهبان بررسی می‌کنند.
علی زینی‌وند از شهریور ۱۴۰۳ معاون سیاسی وزیر کشور است.

## فهرست
| ر.         | نام        | نام                              | نگاره      | آغاز تصدی      | پایان تصدی      | دولت    | وزیر        | رئیس دولت | م.     |
| ---------- | ---------- | -------------------------------- | ---------- | -------------- | --------------- | ------- | ----------- | --------- | ------ |
| ۱          |            | سید مصطفی تاج‌زاده (زادهٔ ۱۳۳۵)    |            | آذر ۱۳۷۸       | ۲۸ مهر ۱۳۸۰     | هفتم    | موسوی لاری  | خاتمی     |        |
| ۲          |            | سید مرتضی مبلغ (زادهٔ ۱۳۳۳)       |            | ۲۸ مهر ۱۳۸۰    | ۲ مهر ۱۳۸۴      | هشتم    | موسوی لاری  | خاتمی     | [ ۳ ]  |
| ۳          |            | علی جنتی (زادهٔ ۱۳۲۸)             |            | ۲ مهر ۱۳۸۴     | ۳ مهر ۱۳۸۵      | نهم     | پورمحمدی    | احمدی‌نژاد | [ ۴ ]  |
| ۴          |            | سید مجتبی ثمره هاشمی (زادهٔ ؟)    |            | ۳ مهر ۱۳۸۵     | ۳۱ مرداد ۱۳۸۶   | نهم     | پورمحمدی    | احمدی‌نژاد | [ ۵ ]  |
| ۵          |            | علیرضا افشار (زادهٔ ۱۳۳۰)         |            | ۳۱ مرداد ۱۳۸۶  | ۶ مهر ۱۳۸۷      | نهم     | پورمحمدی    | احمدی‌نژاد | [ ۶ ]  |
| ۵          | هاشمی      | علیرضا افشار (زادهٔ ۱۳۳۰)         |            | ۳۱ مرداد ۱۳۸۶  | ۶ مهر ۱۳۸۷      | نهم     |             | احمدی‌نژاد |        |
| ۶          |            | کامران دانشجو (زادهٔ ۱۳۳۶)        |            | ۶ مهر ۱۳۸۷     | ۱۴ مهر ۱۳۸۸     | نهم     | کردان       | احمدی‌نژاد | [ ۷ ]  |
| ۶          | دانشجو     | کامران دانشجو (زادهٔ ۱۳۳۶)        |            | ۶ مهر ۱۳۸۷     | ۱۴ مهر ۱۳۸۸     | نهم     |             | احمدی‌نژاد | [ ۷ ]  |
| ۶          | محصولی     | کامران دانشجو (زادهٔ ۱۳۳۶)        |            | ۶ مهر ۱۳۸۷     | ۱۴ مهر ۱۳۸۸     | نهم     |             | احمدی‌نژاد | [ ۷ ]  |
| ۷          |            | سید صولت مرتضوی (زادهٔ ۱۳۴۰)      |            | ۱۴ مهر ۱۳۸۸    | ۱۰ شهریور ۱۳۹۲  | دهم     | محمدنجار    | احمدی‌نژاد | [ ۸ ]  |
| ۸          |            | سید کاظم میرولد (زادهٔ ۱۳۳۴)      |            | ۱۰ شهریور ۱۳۹۲ | ۱۳۹۳            | یازدهم  | رحمانی فضلی | روحانی    | [ ۹ ]  |
| بدون متصدی | بدون متصدی | بدون متصدی                       | بدون متصدی | بدون متصدی     | بدون متصدی      | یازدهم  | رحمانی فضلی | روحانی    | [ ۱۰ ] |
| –          |            | حسینعلی امیری (زادهٔ ۱۳۴۵) سرپرست |            | مهر ۱۳۹۳       | ۲۸ دی ۱۳۹۳      | یازدهم  | رحمانی فضلی | روحانی    | [ ۱۰ ] |
| ۹          |            | محمدحسین مقیمی (زادهٔ ۱۳۲۹)       |            | ۲۸ دی ۱۳۹۳     | ۱۴ شهریور ۱۳۹۵  | یازدهم  | رحمانی فضلی | روحانی    | [ ۱۱ ] |
| بدون متصدی | بدون متصدی | بدون متصدی                       | بدون متصدی | بدون متصدی     | بدون متصدی      | یازدهم  | رحمانی فضلی | روحانی    | [ ۱۲ ] |
| ۱۰         |            | علی‌اصغر احمدی (زادهٔ ۱۳۳۵)        |            | ۱۷ آذر ۱۳۹۵    | ۲۰ شهریور ۱۳۹۶  | یازدهم  | رحمانی فضلی | روحانی    | [ ۱۲ ] |
| ۱۱         |            | اسماعیل جبارزاده (۱۴۰۰–۱۳۳۹)     |            | ۲۰ شهریور ۱۳۹۶ | ۲۶ آبان ۱۳۹۷    | دوازدهم | رحمانی فضلی | روحانی    | [ ۱۳ ] |
| –          |            | بهرام سرمست (زادهٔ ۱۳۴۸) سرپرست   |            | ۲۶ آبان ۱۳۹۷   | ۲۷ دی ۱۳۹۷      | دوازدهم | رحمانی فضلی | روحانی    | [ ۱۴ ] |
| ۱۲         |            | جمال عرف (زادهٔ ۱۳۴۳)             |            | ۲۷ دی ۱۳۹۷     | ۱۴ شهریور ۱۴۰۰  | دوازدهم | رحمانی فضلی | روحانی    | [ ۱۵ ] |
| ۱۳         |            | محمدباقر خرمشاد (زادهٔ ۱۳۴۲)      |            | ۱۴ شهریور ۱۴۰۰ | ۲۰ فروردین ۱۴۰۱ | سیزدهم  | وحیدی       | رئیسی     | [ ۱۶ ] |
| بدون متصدی | بدون متصدی | بدون متصدی                       | بدون متصدی | بدون متصدی     | بدون متصدی      | سیزدهم  | وحیدی       | رئیسی     | [ ۱۷ ] |
| ۱۴         |            | محمدرضا غلامرضا (زادهٔ ؟)         |            | ۱۲ تیر ۱۴۰۱    | ۲۲ مرداد ۱۴۰۲   | سیزدهم  | وحیدی       | رئیسی     | [ ۱۸ ] |
| ۱۵         |            | سید محمدتقی شاهچراغی (زادهٔ ۱۳۴۰) |            | ۲۴ مرداد ۱۴۰۲  | ۱۹ شهریور ۱۴۰۳  | سیزدهم  | وحیدی       | رئیسی     | [ ۱۹ ] |
| ۱۶         |            | علی زینی‌وند (زادهٔ ۱۳۵۱)          |            | ۱۹ شهریور ۱۴۰۳ | در حال تصدی     | چهاردهم | مؤمنی       | پزشکیان   | [ ۲۰ ] |